# Psectra diptera
Psectra diptera is een insect uit de familie van de bruine gaasvliegen (Hemerobiidae), die tot de orde netvleugeligen (Neuroptera) behoort. 
Psectra diptera is voor het eerst wetenschappelijk beschreven door Burmeister in 1839.